# Eremo di San Liberato
L'eremo di San Liberato, conosciuto anche come santuario di San Liberato o convento di San Liberato, è un antico monastero costruito sui Monti Sibillini e nell'omonimo parco nel territorio comunale di San Ginesio, in Provincia di Macerata, nelle Marche. Nel complesso architettonico riposano le spoglie del frate francescano Liberato da Loro e dei beati Umile e Pacifico.

## Geografia fisica
L'eremo di San Liberato sorge sul Monte Ragnolo, a  757 m s.l.m. nell'attuale frazione San Liberato di San Ginesio, al confine con Sarnano. Si trova immerso nel Parco nazionale dei Monti Sibillini e dista 11,96 km circa dal Comune di San Ginesio. La sua flora è prettamente conquistata da faggi, alcuni con la cecidomia del faggio, e querce, mentre la fauna è la stessa che si può avvistare in tutto il parco. Salendo di poco il monte si raggiunge una piccola area pianeggiante conosciuta come "Prati di San Liberato", un luogo per picnic e scampagnate. Vista la sua altezza, è possibile godere di un panorama che spazia fino al mare Adriatico.

## Storia

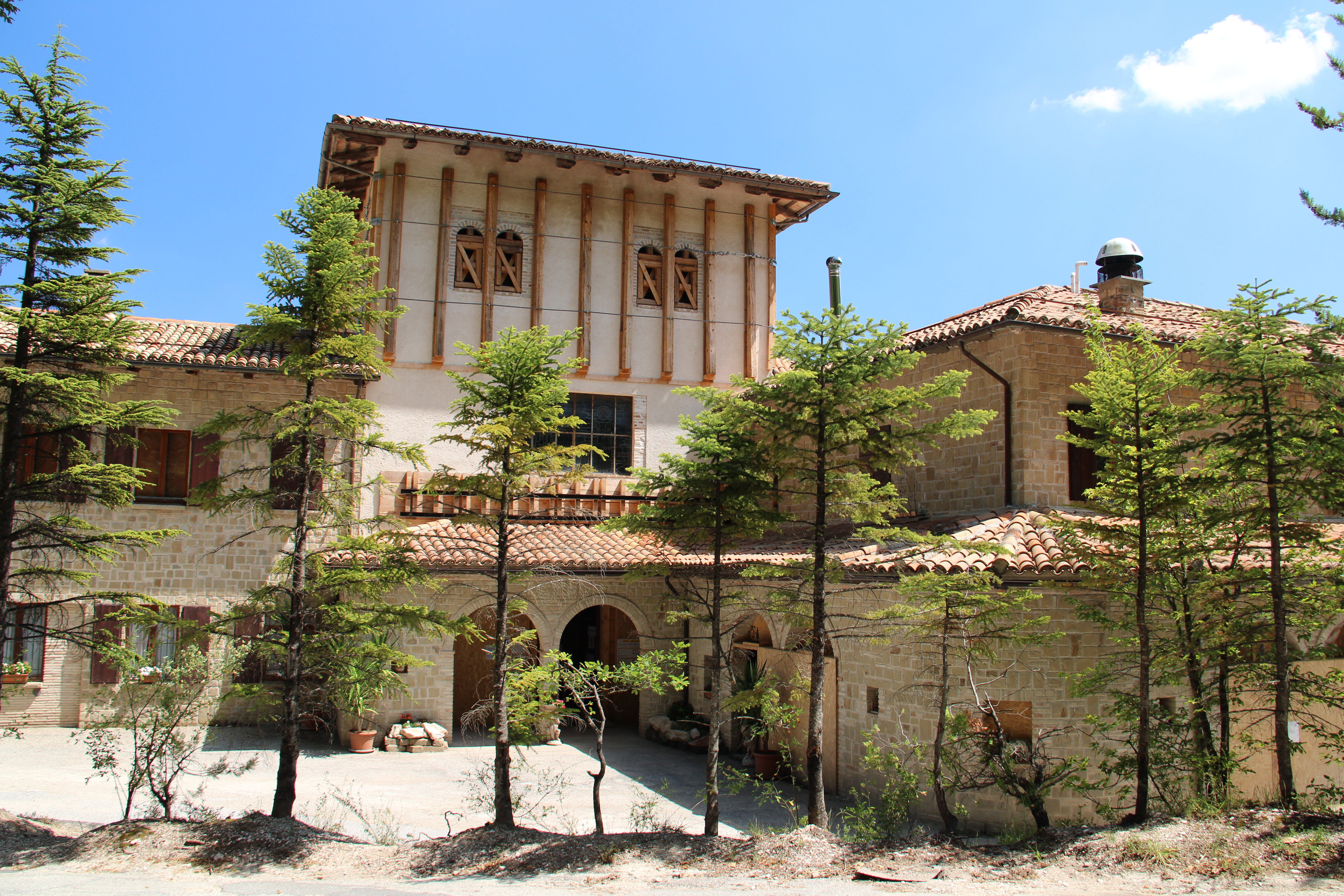
Esterno dell'eremo

La struttura attuale venne fondata nel 1274 dalla famiglia nobile sarnanese Brunforte, famiglia ghibellina giunta nella penisola a seguito dei Carolingi, anche se già nel luogo sorgeva l'eremo di Santa Maria, del 1230, che ospitava alcuni frati. I resti della vecchia struttura sono ancora visibili sotto il loggiato. Nel XIV secolo, precisamente nel 1330, il Comune di San Ginesio comprò il bene dai Brunforte. Negli intorni dell'eremo, più precisamente nella frazione Rocca Colonnalta la famiglia possedeva altri beni, tra cui l'omonimo castello. Due anni dopo la morte di Liberato da Loro, frate francescano che a 18 anni circa si trasferì nel vicino eremo di Soffiano di Sarnano, le sue spoglie e quelle di due suoi confratelli, i beati Pacifico e Umile, vennero trasferite nell'eremo di Santa Maria, che venne però abbattuto nel 1421. La demolizione della chiesa lasciò spazio ad una nuova struttura, un convento che, insieme alle restanti strutture, prese l'attuale nome.
Nel XVII secolo i sarnanesi rivendicavano il possesso territoriale dell'eremo, ma la lite venne sedata a favore del Comune di San Ginesio, anche grazie all'intervento papale. Nel 1697 la fama di San Liberato aumentò, quando una sua immagine dipinta nel 1498 dal ginesino Stefano Folchetti venne vista sudare. Questo miracolo non su l'unico, infatti nel 1703, a seguito di un controllo delle condizioni delle spoglie, il dipinto sudò nuovamente. Con l'avvento dell'unità d'Italia e la nascita del Regno, il bene non fu toccato dell'espropriazione dei beni ecclesiastici che il neo stato attuò. Nonostante nel 1901 e nel 1923 il convento rimase chiuso per carenza di religiosi, la popolazione restò devota alla figura di Liberato.
Nel corso del XX secolo il complesso strutturale venne restaurato, perdendo così alcuni elementi storici. Tuttora vi risiedono i frati francescani, poiché nel 1936 il Comune cedette gratuitamente la struttura all'ordine religioso. Padre Sigismondo Damiani ricoprì un ruolo fondamentale nella ripresa del convento, infatti diede nuova vita al convento ristrutturandolo e apportandovi alcune migliorie, pubblicizzò il santuario e sistemò le strade per arrivavi.
Spesso il territorio dell'eremo è stato motivo di contestazioni e problematiche tra il Comune di San Ginesio e quello di Sarnano. Infatti, i due comuni si sono spesso contesi l'appartenenza al territorio, anche se, come sottolinea una pergamena del 1510, la struttura si trova sotto il governo di San Ginesio. Con il terremoto del Centro Italia del 2016 e del 2017, tutto il complesso è altamente danneggiato.

### Seconda guerra mondiale

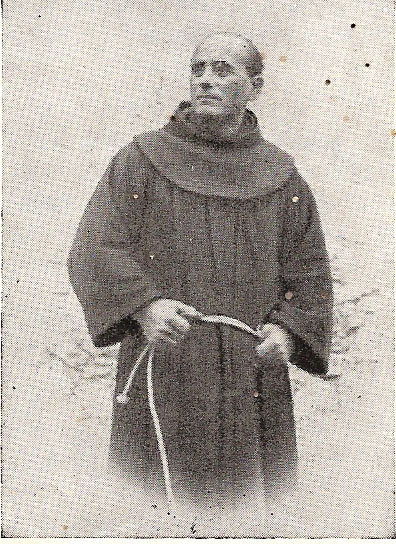
Padre Sigismondo Damiani

L'eremo ha assunto un ruolo fondamentale anche durante la seconda guerra mondiale: il 16 marzo 1944, dopo che il gruppo partigiano 201 su decisione del Comando di Vestignano e del Comitato Liberazione Nazionale di Macerata fu sciolto, alcuni partigiani precedentemente sotto il comando di Emanuele Lena, trovarono alloggio proprio nel convento, diretto da Padre Sigismondo Damiani. Nessuno dei confratelli francescani vedeva il loro arrivo come benevolo, perché c'era il rischio che la loro presenza sarebbe stata un problema per la loro sicurezza, causando un compromesso agli occhi dei nazifascisti. 
La voce che alcuni rifugiati si nascondevano nel convento raggiunse i nazisti tramite una spia ed ex soldato fascista di nome Francesco Sargolini. Partiti da Camerino l'unità II° Brandenburg 3 stava compiendo un'operazione di rastrellamento anti-partigiana e giunti nella frazione minacciarono di morte Padre Damiani per aver ospitato i partigiani e per aver trovato una doppietta. Il frate, in sua difesa, disse che gli serviva per difendersi dai lupi che infestavano il bosco, convincendo i nazisti. Il 23 marzo si presentò al convento Francesco Sargolini, che si confrontò con Damiani, ma venne catturato dal gruppo partigiano di Piobbico e giustiziato. Il 9 maggio, ignoti uccisero proditoriamente Padre Sigismondo nel Convento, dove era in compagnia del nipote Padre Quinto. Tutta la storia è raccontata nel libro scritto da Padre Giacinto Pagnani, frate che durante questi eventi si trovava proprio nel convento.
Nel dopoguerra, nei processi penali che ne seguirono, video come imputati le SS e il gruppo di Piobbico. Quest'ultimi furono assolti per insufficienza di prove, ma in sede di Appello l’11 marzo 1954 la causa fu riaperta e le nuove testimonianze diedero conferma di colpevolezza. Dalle testimonianze rilasciate da vari partigiani, tutti i sospetti su padre Damiani parvero infondati, piuttosto venne sottolineata la sua collaborazioni alla Resistenza italiana.

## Architettura

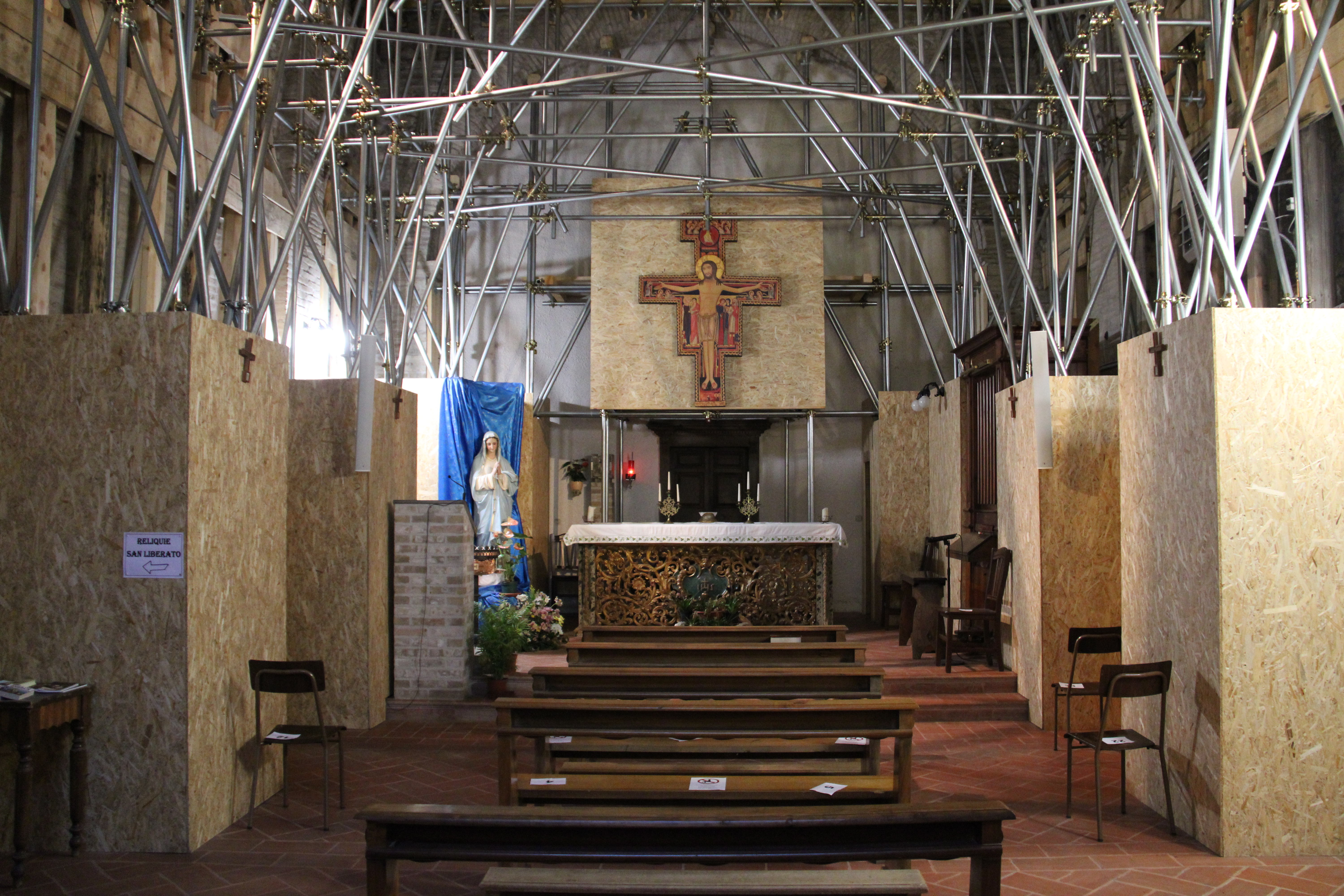
Interno della chiesa

L'esterno della struttura è costruito interamente da maestranze marchigiane in stile romanico e la chiesa è situata nella parte centrale del convento. L'edificio attuale è il risultato di numerosi lavori che vanno dal XIII secolo al XV secolo. Il convento è formato da due bracci e un piccolo chiostro affianca l'attuale chiesa. L'ingresso presenta un portico dove è aperta una finestra rettangolare di recente lavorazione. Sono ben visibile le finestre bifore con archi realizzati in mattoni.
L'interno della chiesa è una classica chiesa francescana, priva di navate e povere di decorazioni. Le pareti sono scandite da arcate cieche rette da paraste e separate da lesene. Tra queste sono presenti delle nicchie che mettono in mostra varie statue di santi. Nel presbiterio un grande arco in mattoni contiene tre porte che permettono di accedere alle restanti strutture, ovvero alla sagrestia e al convento. Il soffitto piano è in legno, così come le travi del tetto, mentre la zona dell'abside è intonacata.

## Opere
Sotto il loggiato è presente una lapide dedicata al frate Sigismondo Damiani. Essa è costruita in travertino e posta al muro con sostegni in ferro e nella parte superiore presenta un rilievo in bronzo che rappresenta il profilo del mezzobusto scolpito del frate. L'eremo disponeva di un simbolo, purtroppo scomparso, realizzato in legno intagliato nel XVIII secolo. Il simbolo rappresentava uno scudo con al centro il braccio sinistro di Cristo che si incrocia con quello destro di San Francesco, sormontate da una croce.